# Mailbahn-Allee

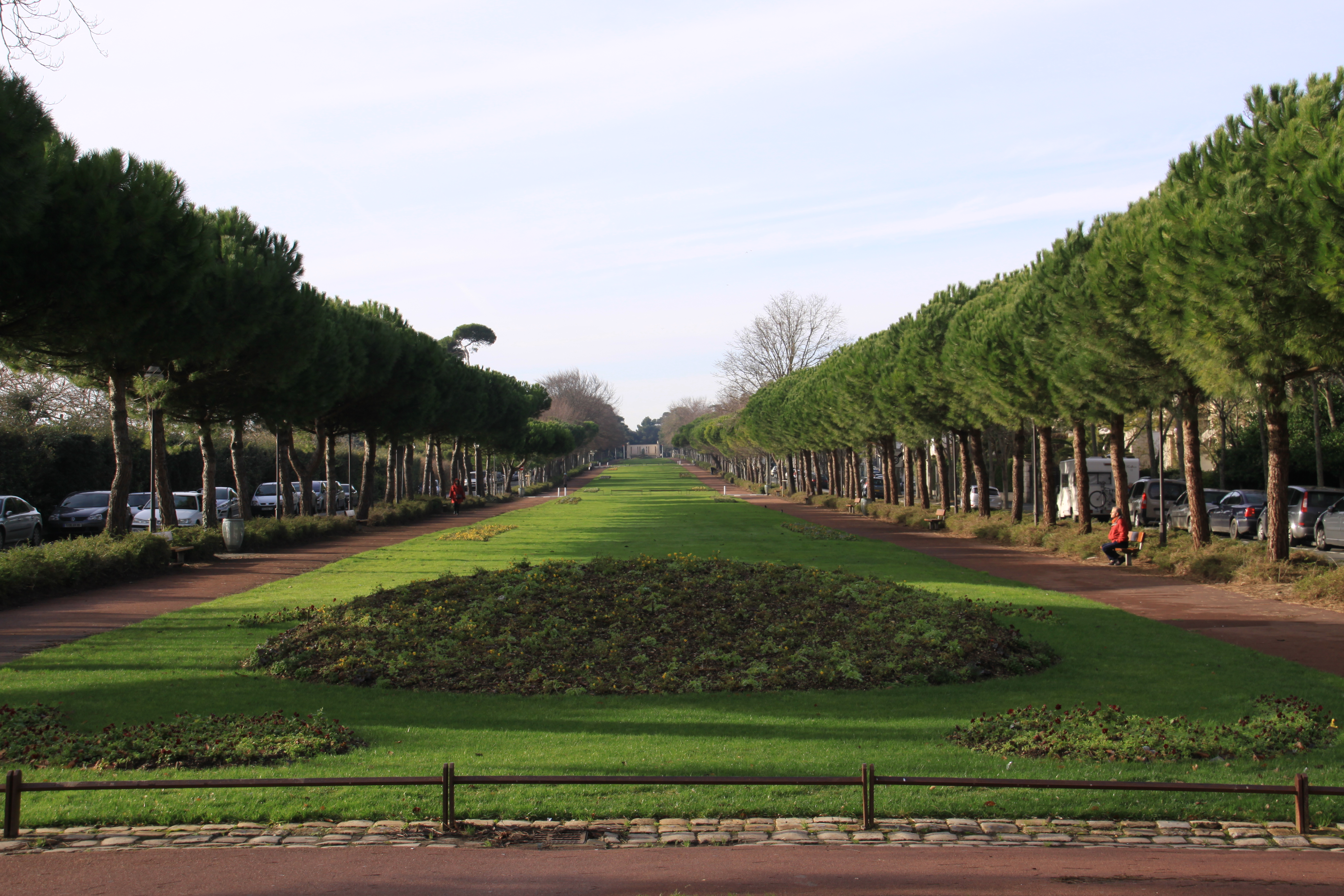
Die Mailbahn-Allee von La Rochelle

Eine Mailbahn-Allee ist ein breiter, baumbestandener Weg, der oft für Fußgänger reserviert ist. Im Allgemeinen setzt er sich aus einer großen zentralen Rasenfläche zusammen, die durch einen Fußweg flankiert wird. Die im August 1634 eröffnete Rue du Mail in Paris findet ihren Ursprung in einem solchen Gelände.
Der Begriff stammt aus der Umwandlung von Flächen in öffentliche Bereiche für ein eigenes Mail-Spiel (Vorläufer des Golf und Crocket).
In den Dörfern der Region Île-de-France bilden Mailbahn-Alleen häufig Seiten ehemaliger Wälle.